# Treteau
Treteau és un municipi francès, situat al departament de l'Alier i a la regió d'Alvèrnia-Roine-Alps. L'any 2007 tenia 543 habitants.

## Demografia

### Població
El 2007 la població de fet de Treteau era de 543 persones. Hi havia 240 famílies de les quals 80 eren unipersonals (40 homes vivint sols i 40 dones vivint soles), 76 parelles sense fills, 72 parelles amb fills i 12 famílies monoparentals amb fills.
La població ha evolucionat segons el següent gràfic:
Habitants censats

### Habitatges
El 2007 hi havia 306 habitatges, 242 eren l'habitatge principal de la família, 27 eren segones residències i 37 estaven desocupats. 302 eren cases i 3 eren apartaments. Dels 242 habitatges principals, 174 estaven ocupats pels seus propietaris, 61 estaven llogats i ocupats pels llogaters i 7 estaven cedits a títol gratuït; 2 tenien una cambra, 9 en tenien dues, 44 en tenien tres, 74 en tenien quatre i 113 en tenien cinc o més. 180 habitatges disposaven pel capbaix d'una plaça de pàrquing. A 97 habitatges hi havia un automòbil i a 112 n'hi havia dos o més.

### Piràmide de població
La piràmide de població per edats i sexe el 2009 era:
| Homes | Edats   | Dones |
| ----- | ------- | ----- |
| 0     | 95 o +  | 0     |
| 0     | 90 a 94 | 8     |
| 0     | 85 a 89 | 8     |
| 4     | 80 a 84 | 0     |
| 16    | 75 a 79 | 12    |
| 16    | 70 a 74 | 12    |
| 8     | 65 a 69 | 20    |
| 32    | 60 a 64 | 20    |
| 16    | 55 a 59 | 12    |
| 16    | 50 a 54 | 12    |
| 20    | 45 a 49 | 12    |
| 4     | 40 a 44 | 12    |
| 32    | 35 a 39 | 12    |
| 16    | 30 a 34 | 16    |
| 24    | 25 a 29 | 16    |
| 12    | 20 a 24 | 8     |
| 4     | 15 a 19 | 16    |
| 8     | 10 a 14 | 12    |
| 20    | 5 a 9   | 8     |
| 20    | 0 a 4   | 12    |

## Economia
El 2007 la població en edat de treballar era de 330 persones, 242 eren actives i 88 eren inactives. De les 242 persones actives 218 estaven ocupades (128 homes i 90 dones) i 24 estaven aturades (9 homes i 15 dones). De les 88 persones inactives 37 estaven jubilades, 13 estaven estudiant i 38 estaven classificades com a «altres inactius».

### Ingressos
El 2009 a Treteau hi havia 242 unitats fiscals que integraven 569 persones, la mediana anual d'ingressos fiscals per persona era de 14.785 €.

### Activitats econòmiques
Dels 23 establiments que hi havia el 2007, 1 era d'una empresa alimentària, 1 d'una empresa de fabricació de material elèctric, 7 d'empreses de construcció, 5 d'empreses de comerç i reparació d'automòbils, 1 d'una empresa de transport, 1 d'una empresa d'hostatgeria i restauració, 2 d'empreses immobiliàries, 2 d'empreses de serveis, 1 d'una entitat de l'administració pública i 2 d'empreses classificades com a «altres activitats de serveis».
Dels 8 establiments de servei als particulars que hi havia el 2009, 2 eren tallers de reparació d'automòbils i de material agrícola, 1 paleta, 1 guixaire pintor, 1 lampisteria, 1 electricista, 1 perruqueria i 1 restaurant.
L'únic establiment comercial que hi havia el 2009 era una fleca.
L'any 2000 a Treteau hi havia 23 explotacions agrícoles que ocupaven un total de 1.632 hectàrees.

## Equipaments sanitaris i escolars
El 2009 hi havia una escola elemental integrada dins d'un grup escolar amb les comunes properes formant una escola dispersa.

## Poblacions més properes
El següent diagrama mostra les poblacions més properes.